# Даг-Машанлы
Даг-Машанлы́ (азерб. Dağ Maşanlı) — село в Джебраильском районе Азербайджана.

## Топонимика
Согласно «Энциклопедическому словарю топонимов Азербайджана» название села происходит от названия племени машанлы (или мачанлы), расселившегося в горной местности. Ойконим означает «горные Машанлы». Этим названием село отличается от села Машанлы, также известного как Араз Машанлы, расположенного в этом же районе. Другое село Джебраильского района, село Машанлы, было основано поселившимися на берегу Аракса семьями из села Даг-Машанлы. Ойконим носит название рода машанлы.

## История
Решением Верховного Совета Азербайджанской Республики № 54-XII 7 февраля 1991 года село было отделено от Даг-Тумасского сельсовета и было присоединено к Газанзамийскому сельсовету.
В ходе Первой карабахской войны в 1993 году перешло под контроль армянских вооружённых сил и стало контролироваться непризнанной Нагорно-Карабахской Республикой (НКР). Согласно её административно-территориальному делению входило в состав Гадрутского района НКР. 25 октября 2020 года в ходе Второй карабахской войны Азербайджан восстановил контроль над селом.

## География
Село расположено на подножиях Карабахского хребта.

## Экономика
Главным занятием населения было животноводство.